# Gephyromantis luteus
Espèce
Synonymes
- Mantidactylus luteus Methuen & Hewitt, 1913

Statut de conservation UICN

 LC  : Préoccupation mineure
Gephyromantis luteus est une espèce d'amphibiens de la famille des Mantellidae.

## Répartition

Aire de répartition de Gephyromantis luteus.

Cette espèce est endémique de Madagascar. Elle se rencontre du niveau de la mer jusqu'à 700 m d'altitude sur la façade Est de l'île,.

## Publication originale
- (en) Methuen & Hewitt, 1913 : On a collection of Batrachia from Madagascar made during the year 1911. Annals of the Transvaal Museum, vol. 4, no 2, p. 49-64 (texte intégral).